# Nan'an, Quanzhou
Nan'an är en stad på häradsnivå som ingår i Quanzhous stad på prefekturnivå i provinsen Fujian i sydöstra Kina. Det ligger omkring 150 kilometer sydväst om provinshuvudstaden Fuzhou. 

## Administrativ indelning
Nan'an är indelat i tre stadsdelsdistrikt, 21 köpingar, två socknar och en administrativ enhet på sockennivå.
Stadsdelsdistrikt (jiedao):

- Liucheng (柳城街道)
- Meilin (美林街道)
- Ximei (溪美街道)

Köpingar (zhen):

- Dongtian (东田镇)
- Fengzhou (丰州镇)
- Guanqiao (官桥镇)
- Honglai (洪濑镇)
- Hongmei (洪梅镇)
- Jintao (金淘镇)
- Jiudu (九都镇)
- Kangmei (康美镇)
- Lefeng (乐峰镇)
- Luncang (仑苍镇)
- Luodong (罗东镇)
- Matou (码头镇)
- Meishan (梅山镇) [a]
- Penghua (蓬华镇)
- Shengxin (省新镇)
- Shijing (石井镇)
- Shishan (诗山镇)
- Shuitou (水头镇)
- Xiamei (霞美镇)
- Xiangyun (翔云镇)
- Yingdu (英都镇)

Socknar (xiang):

- Meishan (眉山乡) [a]
- Xiangyang (向阳乡)

Område på sockennivå:
- Xuefeng Guanweihui (雪峰管委会)

1. 1 2  I Nan'an finns både Meishan köping och Meishan socken.